# 徐儷文
徐儷文（1962年—），中華民國外交官、政府官員。畢業於國立臺灣大學政治學系學士，曾任駐美國臺北經濟文化代表處秘書、外交部國際組織司與歐洲司科長、外交部新聞文化司專門委員、駐英國台北代表處服務組長與領務組長、外交部國際組織司長及APEC資深官員、駐丹麥台北代表處大使銜代表、駐紐約臺北經濟文化辦事處大使銜總領事、外交部機要事務辦公室主任秘書等職務，現任駐貝里斯大使。

## 家族
徐儷文的父親是前臺灣汽車客運公司總經理，母親是司法院大法官，丈夫則同為外交官、前外交部國際組織司長、政務次长、駐歐盟兼駐比利時代表董國猷。

## 職業生涯
2004年8月，對於拉法葉軍購案的通緝犯汪傳浦家人申辦中華民國護照補發與授权书認證案，中華民國外交部公佈有關失職人員懲處結果，駐英國代表處服務組長徐儷文與秘書張家華，分別被移送監察院與公務員懲戒委員會；駐英國代表處業務組長李朝成與前秘書王柏翰則處以書面申誡。駐英國代表田弘茂也請辭獲准。監察院在調查後通過對徐儷文與張家華的糾舉案，有無涉及刑事責任部分，則移請檢調機關偵辦。
徐麗文在擔任外交部國際組織司長及APEC資深官員期間，與經濟部國際貿易局長卓士昭出席多場APEC資深官員會議。2012年4月，對於《美国之音》報導中華民國外交部官員張謙彥在美國的研討會中，透露台灣想跟中國大陸合辦2014年APEC部長級會議，徐儷文表示台灣並未就此事與中國大陸接洽，美國之音記者誤引張謙彥的談話，該名記者並已就其錯誤報導表達歉意，願予澄清。但美國之音發表聲明，報導正確無誤，並附上原文與音檔以正視聽。
2016年1月，徐儷文擔任駐紐約辦事處首位女性處長。
2016年8月，副總統陳建仁在訪問邦交國多明尼加後，過境美國紐約，駐美國代表高碩泰、駐紐約辦事處長徐儷文，以及美國在台協會（AIT）主席薄瑞光等人前往機場迎接，並出席僑胞晚宴。
2016年12月，美國總統當選人川普與中華民國總統蔡英文通話，駐紐約辦事處長徐儷文指出，“這個電話基本上表示台美之間的友誼、友好。至於我們這裡的工作，推動國際參與一直是我們這裡很重要的一部分，我們會根據國內的政策指示來做推動。”至於蔡英文訪問邦交國前後過境美國，回應“出訪過境的事情都在安排中，適當的時機一定會對外做說明，現階段我們也不便作進一步的揣測。”但有消息來源告訴《美国之音》，由於川普團隊的總部設在紐約，屆時過境紐約的可能性不大。
2018年6月，駐紐約辦事處長徐儷文出席紐約市議會舉辦的首屆「臺灣文化傳統日」，議會大廳內也演唱中華民國國歌。
2019年7月，總統蔡英文在訪問邦交國前，過境紐約，駐美國代表高碩泰、駐紐約辦事處長徐儷文，以及AIT主席莫健等人前往機場迎接。隨後參訪駐紐約辦事處，並出席邦交國常驻联合国代表的酒會。
2019年9月，美國總統川普在紐約聯合國總部主持「全球呼籲保護宗教自由」（Global Call to Protect Religious Freedom）活動並發表演說，駐紐約辦事處長徐儷文獲邀出席，是自中華民國退出聯合國後，未如此公開出席在聯合國總部舉辦的會議。至於徐儷文以何種身分進入會場，有記者分別詢問駐紐約辦事處與美国国务院，皆未獲回覆。對此，中華人民共和國外交部發言人耿爽表示，該會議是美國向聯合國借場地舉辦，並非正式的聯合國會議，並批評「台方人員以偷偷摸摸的方式混入聯合國」，卻對外宣稱是「外交突破」。
2019年10月，駐紐約辦事處長徐儷文投書《华尔街日报》，以「中國霸凌美国国会議員與其他眾多人士」（China Bullies Congressmen and Many Others）為題，指出北京箝制自由且容不下多元意見，全球民主國家應與台灣共同反抗專制政權的霸凌。
2020年4月，對於2019冠状病毒病疫情在全球擴散，中華民國捐贈340萬片口罩給美國作為防疫之用。其中有30萬片口罩分配至紐澤西州，州長墨菲在Twitter表示，「感謝台灣政府，10萬片醫療用口罩本週末已經抵達我們的倉庫，另外還有20萬片口罩也即將到來。對於徐儷文大使和台灣人民，我們感激不盡。」駐紐約辦事處則回文，「謝謝州長在這場危機中的領導，台灣人民和政府樂於盡我們的力量來支持『花園之州』的這場戰役。」
2022年3月，臺灣與美國外交官員在華盛頓會面，對於臺灣擴大參與联合国系统與其他國際論壇等事宜進行討論，另就公共卫生、环境保护、发展援助等全球性議題交換意見。由中華民國外交部主任秘書徐儷文、國際組織司長吳尚年、駐美國代表蕭美琴、副代表王良玉、駐紐約辦事處長李光章、駐日內瓦辦事處長蘇瑩君，以及美國國務院國際組織局助理國務卿席森、副助理國務卿庫克（Nerissa Cook）與瑞伊（Jane Rhee）、APEC資深官員莫瑞（Matt Murray）、美國在臺協會執行理事藍鶯（Ingrid Larson）等人員與會。
2023年2月，外交部主任秘書徐儷文轉任駐貝里斯大使，成為中華民國駐該國首位女性大使。